# Cliff Barker
Pour les articles homonymes, voir Barker.
Clifford Eugene « Cliff » Barker, né le 15 janvier 1921 à Yorktown, dans l'Indiana, décédé le 17 mars 1998 à Satsuma, en Floride, est un joueur et entraîneur américain de basket-ball. Il évolue au poste d'arrière.

## Biographie
En 1948, il est sélectionné dans l'équipe nationale américaine qui remporte la médaille d'or aux Jeux Olympiques de Londres.

## Palmarès
- Champion olympique 1948
- Champion NCAA 1948, 1949